# フィーバーピストル大名
「フィーバーピストル大名」（フィーバーピストルだいみょう）は、1997年7月にSANKYOが発売した、ナムコのゲーム『ピストル大名の冒険』とタイアップしたパチンコ機のシリーズ名。
『フィーバーピストル大名GP』と『CRフィーバーピストル大名JX』と『CRフィーバーピストル大名SR』の3機種がある。

## 概要
確変機能を搭載した液晶型のデジパチ。画面狭しと大活躍するピストル大名の様々なリーチアクションを搭載している。現金機は1種類、CR機は2種類発売され、このシリーズの中で最も設置されていたのが現金機の『フィーバーピストル大名GP』である。大当たり中にはシューティングゲームのような演出や、お色気シーンも描かれる。
現金機の確変は、大当たり確率の確変ではなく、小当たり確率がアップする仕組みである。小デジタルの回転時間も短縮される。

## スペック
- フィーバーピストル大名GP
  - 賞球数 5&13
  - 大当たり最高継続 16R
  - 大当たり確率 1/214
  - 確変突入率 4/15
  - 確変期間 以後1回の大当たりまで継続
- CRフィーバーピストル大名JX
  - 賞球数 6&15
  - 大当たり最高継続 16R
  - 大当たり確率 1/257
  - 確変中大当たり確率 1/51.4
  - 確変突入率 4/15
  - 確変期間 以後1回の大当たりまで継続 5回リミッター
- CRフィーバーピストル大名SR
  - 賞球数 6&15
  - 大当たり最高継続 16R
  - 大当たり確率 1/359
  - 確変中大当たり確率 1/59.8
  - 確変突入率 7/15
  - 確変期間 以後1回の大当たりまで継続 5回リミッター

## 図柄
- 0
- 一
- 二
- 三
- 四
- 五
- 六
- 七
- 八
- 九
- 十
- 十一
- 十二
- 十三
- ん

## 演出
デジタル回転中に図柄の後ろを赤い忍者が横切るアクションがある。これはリーチ予告アクションで、演出が発生するとチャンスアップとなる。他にも右デジタルが1 - 7コマのスベリを起こすことがある。
リーチアクションは全8種類あり、ノーマルリーチ以外に「鯨ひみつリーチ」「でか手リーチ」「祈りリーチ」「でか足リーチ」「相撲リーチ」「頭山桜の介リーチ」「鯨潮吹きリーチ」がある。一番大当たり信頼度の高いアクションは鯨潮吹きリーチである。大当たり時の各リーチアクションで確変占有率は異なり、一番確変に突入する割合が高いのは、相撲リーチである。

## コンシューマ移植
- SANKYO FEVER実機シミュレーションS Vol.2（セガサターン用）
  - 『SANKYO FEVER実機シミュレーションS Vol.2』（セガサターン用、ティー・イー・エヌ研究所、1998年1月15日発売、T-32103G、JAN-4997940210049）に『CRフィーバーピストル大名SR』と『フィーバーピストル大名GP』が収録。
- SANKYO FEVER実機シミュレーションPC Vol.3（Windows 95用）
  - 『SANKYO FEVER実機シミュレーションPC Vol.3』（Windows 95用、ティー・イー・エヌ研究所、1998年発売、JAN-4997940220055）に『CRフィーバーピストル大名JX』が収録。